# Stigmatoechos
Stigmatoechos is een geslacht van mosdiertjes uit de familie van de Stigmatoechidae en de orde Cyclostomatida. De wetenschappelijke naam ervan werd in 1887 voor het eerst geldig gepubliceerd door Marsson.

## Soorten
- Stigmatoechos arctica (Kluge, 1946)
- Stigmatoechos violacea (M.Sars, 1863)